# Madurejo (Puring)
Madurejo is een bestuurslaag in het regentschap Kebumen van de provincie Midden-Java, Indonesië. Madurejo telt 2149 inwoners (volkstelling 2010).